# 金德嘉
金德嘉（1630年—1707年），字会公，号蔚斋，湖广广济（今武穴市）龙坪人。清朝政治人物。

## 生平
金德嘉于顺治十七年（1660年）中举人，授安陆府教授，康熙二十一年（1682年）会试考中第一名贡士（会元）。殿试居三甲第一名，赐同进士出身，选庶吉士，散馆授翰林院检讨。康熙二十六年（1687年）充贵州乡试副考宫。康熙二十八年（1689年），以疾告归。还乡后闲居近二十年，闭门著述，康熙四十六年（1707年）卒。

## 著作
金德嘉为文法韩愈、欧阳修，作诗力追唐风。著有《居业斋集》20卷。